# Élections législatives nord-coréennes de 1967
Les élections législatives nord-coréennes de 1967 le 25 novembre 1967. Un seul candidat a été présenté dans chaque circonscription, tous sélectionnés par le Parti du travail de Corée, bien que certains se soient présentés sous la bannière d'autres partis ou organisations étatiques pour donner l'illusion de la démocratie. Le taux de participation était de 100 %, 100 % des votants en faveur des candidats présentés.
Pour la première fois, les représentants des résidents coréens au Japon ont été élus députés. La première session (14-16 décembre 1967) s'est terminée par la déclaration « Incarnons plus profondément l'esprit révolutionnaire d'indépendance, d'autosuffisance et d'autodéfense dans tous les domaines de l'activité de l'État ».

## Résultats
|                                                             |                                                             |                           |               |     |        |     |
| Parti ou mouvement                                          | Parti ou mouvement                                          | Parti ou mouvement        | Voix          | %   | Sièges | +/- |
|                                                             |                                                             | Parti du travail de Corée |               | 100 | 288    | 83  |
|                                                             | Chongryon                                                   | 7                         | Nv.           | 100 |        |     |
|                                                             | Parti Chondogyo-Chong-u                                     | 4                         | en stagnation | 100 |        |     |
|                                                             | Parti démocrate de Corée                                    | 1                         | 3             | 100 |        |     |
|                                                             | Union des bouddhistes de Choson                             | 1                         | en stagnation | 100 |        |     |
|                                                             | Autres parties                                              | 156                       | –             | 100 |        |     |
| Total Front démocratique pour la réunification de la patrie | Total Front démocratique pour la réunification de la patrie | 457                       | 74            | 100 |        |     |
|                                                             |                                                             |                           |               |     |        |     |
| Total                                                       | Total                                                       | Total                     |               | 100 | 457    | 74  |
| Inscrits / participation                                    | Inscrits / participation                                    | Inscrits / participation  |               | 100 |        |     |

## Ouvrages
- Dieter Nohlen, Florian Grotz et Christof Hartmann, Elections in Asia: A data handbook, Volume II, 2001 (ISBN 0-19-924959-8)